# Jorge Grant
Jorge Edward Grant (Oxford, 19 dicembre 1994) è un calciatore inglese, centrocampista degli Hearts.

## Caratteristiche tecniche
È un centrocampista centrale.

## Carriera
Cresciuto nelle giovanili del Nottingham Forest, esordisce in prima squadra il 12 agosto 2014. Nel 2018 viene ceduto in prestito al Luton Town con cui, grazie anche a 22 presenze condite da una rete, contribuisce alla vittoria del campionato di Football League Two.
Nel 2022 si trasferisce agli scozzesi dell'Hearts, firmando un contratto triennale da svincolato.

### Presenze e reti nei club
Statistiche aggiornate al 4 maggio 2024.
| Stagione                 | Squadra                  | Campionato               | Campionato | Campionato | Coppe nazionali | Coppe nazionali | Coppe nazionali | Coppe continentali | Coppe continentali | Coppe continentali | Altre coppe | Altre coppe | Altre coppe | Totale | Totale |
| Stagione                 | Squadra                  | Comp                     | Pres       | Reti       | Comp            | Pres            | Reti            | Comp               | Pres               | Reti               | Comp        | Pres        | Reti        | Pres   | Reti   |
| ------------------------ | ------------------------ | ------------------------ | ---------- | ---------- | --------------- | --------------- | --------------- | ------------------ | ------------------ | ------------------ | ----------- | ----------- | ----------- | ------ | ------ |
| 2014-2015                | Nottingham Forest        | FLC                      | 1          | 0          | FACup+CdL       | 0+2             | 0               |                    | -                  | -                  |             | -           | -           | 3      | 0      |
| 2015-2016                | Nottingham Forest        | FLC                      | 10         | 0          | FACup+CdL       | 1+0             | 0               |                    | -                  | -                  |             | -           | -           | 11     | 0      |
| 2016-gen. 2017           | Nottingham Forest        | FLC                      | 6          | 0          | FACup+CdL       | 0               | 0               |                    | -                  | -                  |             | -           | -           | 6      | 0      |
| Totale Nottingham Forest | Totale Nottingham Forest | Totale Nottingham Forest | 17         | 0          |                 | 3               | 0               |                    | -                  | -                  |             | -           | -           | 20     | 0      |
| gen.-giu. 2017           | Notts County             | FL2                      | 17         | 6          |                 | -               | -               |                    | -                  | -                  |             | -           | -           | 17     | 6      |
| 2017-2018                | Notts County             | FL2                      | 45+2       | 15+1       | FACup+CdL       | 5+1             | 2+1             |                    | -                  | -                  | FLT         | 3           | 0           | 56     | 19     |
| Totale Notts County      | Totale Notts County      | Totale Notts County      | 62+2       | 21+1       |                 | 6               | 3               |                    | -                  | -                  |             | 3           | 0           | 73     | 25     |
| 2018-gen. 2019           | Luton Town               | FL1                      | 17         | 2          | FACup+CdL       | 1+0             | 0               |                    | -                  | -                  | FLT         | 4           | 2           | 22     | 4      |
| gen.-giu. 2019           | Mansfield Town           | FL2                      | 17+1       | 4+0        |                 | -               | -               |                    | -                  | -                  |             | -           | -           | 18     | 4      |
| 2019-2020                | Lincoln City             | FL1                      | 32         | 2          | FACup+CdL       | 2+1             | 0               |                    | -                  | -                  | FLT         | 3           | 0           | 38     | 2      |
| 2020-2021                | Lincoln City             | FL1                      | 36+3       | 13+0       | FACup+CdL       | 2+3             | 2+0             |                    | -                  | -                  | FLT         | 7           | 2           | 51     | 17     |
| Totale Lincoln City      | Totale Lincoln City      | Totale Lincoln City      | 68+3       | 15+0       |                 | 8               | 2               |                    | -                  | -                  |             | 10          | 2           | 89     | 19     |
| 2021-2022                | Peterborough Utd         | FLC                      | 26         | 2          | FACup+CdL       | 2+1             | 0               |                    | -                  | -                  |             | -           | -           | 29     | 2      |
| 2022-2023                | Hearts                   | SP                       | 28         | 2          | CS+CdL          | 3+0             | 0               | UEL+UECL           | 2+5                | 0                  |             | -           | -           | 38     | 2      |
| 2023-2024                | Hearts                   | SP                       | 27         | 4          | CS+CdL          | 4+2             | 0+1             | UECL               | 1                  | 0                  |             | -           | -           | 34     | 5      |
| Totale Hearts            | Totale Hearts            | Totale Hearts            | 55         | 6          |                 | 9               | 1               |                    | 8                  | 0                  |             | -           | -           | 72     | 7      |
| Totale carriera          | Totale carriera          | Totale carriera          | 268        | 51         |                 | 30              | 6               |                    | 8                  | 0                  |             | 17          | 4           | 323    | 61     |

## Palmarès

### Club

#### Competizioni nazionali
- Football League One: 1

Luton Town: 2018-2019

#### Individuali
- Squadra dell'anno della PFA: 2017-2018 League Two
- Squadra dell'anno della PFA: 2020–21 League One
- EFL Awards: 2020-2021